# (12066) 1998 FX39
A (12066) 1998 FX39 a Naprendszer kisbolygóövében található aszteroida. A LINEAR projekt keretében fedezték fel 1998. március 20-án.

## Kapcsolódó szócikk
- Kisbolygók listája (12001–12500)